# Sant Genís de Bellera
El monestir de Sant Genís de Bellera es troba en el terme municipal de Senterada a la comarca del Pallars Jussà, a l'extrem sud de l'enclavament de Larén.

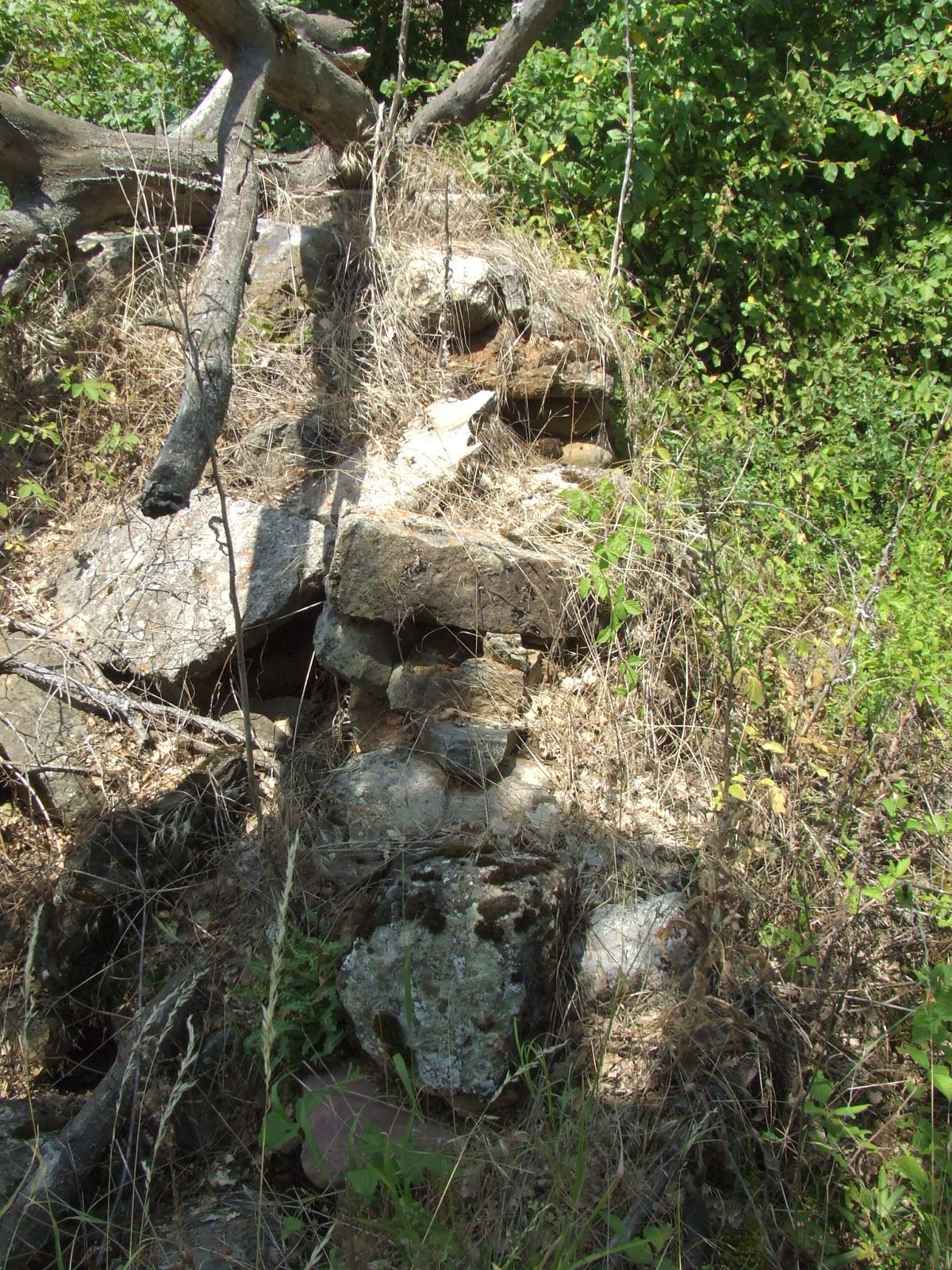
Restes de l'absis, molt malmeses

Conegut també com les Bordes de Sant Genís, o les Bordes de Torres, va ser fundat per l'abat Vulgarà a mitjan segle ix. El monestir benedictí, va comptar amb la protecció i les donacions dels comtes de Pallars. Malgrat aquesta protecció, als segles xi i xii va començar la seva decadència.
Va passar a dependre del monestir de Santa Maria de Lavaix, quan aquesta altre monestir ja era una canònica. Existeix documentació com a parròquia des de l'any 1314.
L'església era de planta rectangular, d'una sola nau capçada per un absis semicircular.